# Joey Pelupessy
Joey Mathijs Pelupessy (Almelo, 15 mei 1993) is een Moluks-Nederlandse voetballer die bij voorkeur als middenvelder speelt voor Lommel SK. Hij debuteerde in 2025 in het Indonesisch voetbalelftal.

## Clubcarrière

### FC Twente
Pelupessy speelde in de jeugd van SVVN tot hij werd opgenomen in de Voetbalacademie FC Twente/Heracles Almelo. Hij debuteerde op 26 september 2012 in het betaald voetbal toen hij met FC Twente aantrad in een wedstrijd in het toernooi om de KNVB Beker, uit tegen RVVH. Datzelfde jaar speelde hij zijn eerste wedstrijden in de Europa League, tegen Hannover 96 en Helsingborgs IF. Pelupessy debuteerde op 23 februari 2013 in de Eredivisie, uit tegen SC Heerenveen. Door afwezigheid van Wout Brama en Robbert Schilder begon hij die dag direct in de basis.

### Heracles Almelo
Pelupessy tekende op 6 juni 2014 een contract tot medio 2016 bij Heracles Almelo, met een optie voor nog een jaar. Hij maakte op 17 augustus 2014 zijn debuut voor de club, in een competitiewedstrijd tegen FC Groningen. Pelupessy speelde in zijn eerste jaar in Almelo de helft van de competitiewedstrijden, in 2015/16 alles. Hij won in mei 2016 de play-offs 2016 met Heracles en plaatste zich zo met zijn ploeggenoten voor de voorrondes van de UEFA Europa League. Hij verlengde in juni 2016 zijn contract in Almelo tot medio 2018. Trainer John Stegeman benoemde Pelupessy in juli 2017 tot aanvoerder van Heracles, als opvolger van de vertrokken Thomas Bruns. Dit was hij voor een halfjaar, tot zijn vertrek. Hij speelde 115 wedstrijden in vier seizoenen en scoorde vier doelpunten.

### Sheffield Wednesday
Pelupessy verhuisde in januari 2018 vervolgens naar Sheffield Wednesday, de nummer zeventien van de Championship op dat moment. Hier kwam hij in een team met onder meer zijn landgenoten Glenn Loovens en Joost van Aken. Medio 2021 liep zijn contract af. Hij speelde vier seizoenen in Sheffield en kwam tot 119 wedstrijden en één goal.

### FC Groningen
Na een jaar bij het Turkse Giresunspor keerde Pelupessy in de zomer van 2022 weer terug in Nederland, waar hij een contract voor drie seizoenen tekende. Hij maakte zijn debuut voor Groningen op 7 augustus tegen FC Volendam als aanvoerder met een 2-2 gelijkspel. Op 23 oktober scoorde hij als invaller tegen PSV zijn eerste doelpunt voor de club in een 4-2 overwinning. Na de winterstop kwam hij amper meer in actie voor Groningen en degradeerde hij met de club uit de Eredivisie.
In de zomer van 2023 werd de aanvoerdersband overgenomen door Leandro Bacuna. Pelupessy kwam wel geregeld tot speelminuten en dwong in de laatste speelronde promotie naar de Eredivisie af door in een rechtstreeks duel met nummer twee Roda JC met 2-0 te winnen.

### Lommel SK
In januari 2025 trok Pelupessy transfervrij naar België bij de tweedeklasser Lommel SK. Hij tekende er een contract tot medio 2026 met optie voor een jaar extra.

## Clubstatistieken
| Seizoen | Club                | Competitie     | Competitie | Competitie | Beker | Beker | Overig | Overig | Totaal | Totaal |
| Seizoen | Club                | Competitie     | Wed.       | Dlp.       | Wed.  | Dlp.  | Wed.   | Dlp.   | Wed.   | Dlp.   |
| ------- | ------------------- | -------------- | ---------- | ---------- | ----- | ----- | ------ | ------ | ------ | ------ |
| 2012/13 | FC Twente           | Eredivisie     | 3          | 0          | 2     | 0     | 2      | 0      | 7      | 0      |
| 2013/14 | Jong FC Twente      | Eerste divisie | 30         | 2          | 0     | 0     | 0      | 0      | 30     | 2      |
| 2014/15 | Heracles Almelo     | Eredivisie     | 17         | 1          | 2     | 0     | 0      | 0      | 19     | 1      |
| 2015/16 | Heracles Almelo     | Eredivisie     | 34         | 0          | 3     | 0     | 4      | 1      | 41     | 1      |
| 2016/17 | Heracles Almelo     | Eredivisie     | 34         | 1          | 3     | 1     | 2      | 0      | 39     | 2      |
| 2017/18 | Heracles Almelo     | Eredivisie     | 18         | 0          | 2     | 1     | 0      | 0      | 20     | 1      |
| 2017/18 | Sheffield Wednesday | Championship   | 17         | 1          | 2     | 0     | 0      | 0      | 19     | 1      |
| 2018/19 | Sheffield Wednesday | Championship   | 33         | 0          | 2     | 0     | 0      | 0      | 35     | 0      |
| 2019/20 | Sheffield Wednesday | Championship   | 17         | 0          | 5     | 0     | 0      | 0      | 22     | 0      |
| 2020/21 | Sheffield Wednesday | Championship   | 39         | 0          | 4     | 0     | 0      | 0      | 43     | 0      |
| 2021/22 | Giresunspor         | Süper Lig      | 20         | 0          | 2     | 0     | 0      | 0      | 22     | 0      |
| 2022/23 | FC Groningen        | Eredivisie     | 19         | 1          | 2     | 0     | 0      | 0      | 21     | 1      |
| 2023/24 | FC Groningen        | Eerste divisie | 25         | 0          | 4     | 0     | 0      | 0      | 29     | 0      |
| Totaal  | Totaal              | Totaal         | 306        | 6          | 33    | 2     | 8      | 1      | 347    | 9      |

Bijgewerkt t/m 13 mei 2024.

## Interlandcarrière
Pelupessy was jeugdinternational voor Nederland en vertegenwoordigde het land op verschillende teams van onder-16 tot en met onder-20. In februari 2025 werd bekendgemaakt dat Pelupessy had besloten om uit te komen voor Indonesië. Een maand later werd hij Indonesisch staatsburger,  waarna bondscoach Patrick Kluivert hem prompt opriep voor het Indonesisch voetbalelftal. Op 25 maart maakte de middenvelder zijn debuut in de met 1-0 gewonnen interland tegen Bahrein.

## Privé
Pelupessy's vader is van Molukse afkomst en zijn moeder is Nederlands.